# كريس مور (رسام)
كريس مور (بالإنجليزية: Chris Moore)‏ هو فنان تشكيلي ورسام ورسام توضيحي بريطاني، ولد في 1 يونيو 1947 في روثرهام ‏ في المملكة المتحدة.